# Kostel svatého Bartoloměje (Radkov)
Kostel svatého Bartoloměje se v centru obce Radkov. Je to farní kostel římskokatolické farnosti Radkov u Telče. Jde o jednolodní pozdně barokní až klasicistní stavbu s hranolovou věží a polygonálním závěrem. Kostel má vstupní průčelí s trojúhelníkovým štítem. Kostel je chráněn jako kulturní památka České republiky.

## Historie
Farnost v Radkově vznikla již kolem roku 1360, kdy v tu dobu byl v obci zřejmě kostel. O kostele nejsou žádné další informace, v roce 1601 však farnost v Radkově zanikla a věřící byli převedeni pod farnost v Urbanově. V roce 1672 se uvádí kostel svatého Bartoloměje se třemi oltáři, hlavní oltář byl zasvěcen svatému Bartoloměji a byl dřevěný a nově vybudovaný, boční byly zasvěceny panně Marii a nějakému opatovi. V kostele také byla zpovědnice, křitelnice a sakristie v prostoru věže. Kostel v tu dobu byl bíle nalíčen a měl novou střechu a v interiéru nástěnný obraz svatého Bartoloměje. Věž v tu dobu byla v horní části dřevěná, ve spodní zděná a instalovány byly dva zvony, kdy starší a větší pocházel z roku 1653. Kostel v této podobě pak v roce 1717 vyhořel a byl téměř zničen, opraven byl v roce 1718. 
V roce 1785 pak v Radkově vznikla lokálie, byla opravena farní budova a pak také farní zahrada. V roce 1803 pak byla lokálie povýšena na farnost. V roce 1799 měl však kostel znovu vyhořet a tak vznikla komise pro znovupostavení kostela. Stavba pak začala v roce 1816 a dokončena do dnešní podoby byla v září 1818. V roce 1846 pak byla opět opravena budova fary. V roce 1863 pak na vlastní náklad faráře Josefa Jana Sankota byly opraveny varhany a lavice, posléze také vydlážděna cesta ke kostelu a na hřbitově farář vysázel 200 okrasných keřů. V říjnu 1871 shořela věž kostela a byly roztaveny zvony, věž kostela byla opravena ještě v též roce a o rok později byly pořízeny tři nové zvony. Po roce 1882 byl pořízen nový hlavní oltář a v roce 1886 byl vysvěcen boční oltář Panny Marie Lurdské. V roce 1890 byl opraven kůr a pořízeny nové varhany a nová křížová cesta a v roce 1898 byl pořízen nový gotický vyřezávaný oltář. 
V roce 1901 byla opravena věž, kostra věže byla kompletně předělána a pobita zinkovým plechem, v roce 1902 pak při vichřici spadla vrchní část věže. V roce 1916 a pak i v roce 1917 byly rekvírovány kostelní zvony, první nový zvon pak byl pořízen v roce 1925 a další dva byly pořízeny v roce 1931. V roce 1941 pak byly opět rekvírovány dva zvony z věže. Mezi lety 1967 a 1969 pak byla opravena kostelní věž, omítnuta pak byla až v roce 1970. Roku 1974 byl farníky pořízen nový zvon. V roce 1975 byla instalována elektroinstalace a zrušena a zazděna kazatelna.
Na konci 20. století byl opraven interiér i exteriér kostela.